# Oval frölöpare
Oval frölöpare (Harpalus servus) är en skalbaggsart som först beskrevs av Caspar Erasmus Duftschmid 1812.  Oval frölöpare ingår i släktet Harpalus, och familjen jordlöpare. Enligt den svenska rödlistan är arten nära hotad i Sverige. Arten förekommer i Götaland, Gotland och Öland. Artens livsmiljö är jordbrukslandskap, havsstränder, stadsmiljö.